# Dora Kahlich-Könner
Dorothea „Dora“ Maria Kahlich-Könner, Geburtsname Könner (* 5. Dezember 1905 in Persenbeug, Niederösterreich; † 28. März 1970 in Wien), war eine österreichische Anthropologin. Als Mitarbeiterin am Anthropologischen Institut der Universität Wien erstellte sie von 1938 bis 1945 erbbiologisch-anthropologische Untersuchungen und Vermessungen im Dienst der nationalsozialistischen Rassenhygiene.

## Leben und Wirken

### 1924 bis 1938
Dora Könner machte die Matura 1924 an der Lehrerinnenbildungsanstalt der Englischen Fräulein in Krems an der Donau. Danach studierte sie als außerordentliche Hörerin Geschichte und Geografie, ab 1929 Anthropologie und Paläontologie an der Universität Wien. Noch vor Beendigung des Studiums wurde sie Mitarbeiterin der von Josef Weninger am Anthropologischen Institut gegründeten Erbbiologischen Arbeitsgemeinschaft. Ab 1932 übernahm sie unbesoldet organisatorische Tätigkeiten für das Anthropologische Institut und verwaltete die Institutsbibliothek. Sie promovierte 1934 mithilfe des von Rudolf Pöch hinterlassenen Materials über den erbbiologischen und rassekundlichen Aussagewert von Oberarmknochen. Ihren Lebensunterhalt verdiente sie seit 1934 hauptsächlich mit anthropomorphischen Messungen an Probanden, für Weningers Sachverständigengutachten in Vaterschaftsprozessen zur „morphologischen Ähnlichkeitsanalyse“.
Zum 1. Juli 1932 trat sie der NSDAP bei (Mitgliedsnummer 1.206.679). An den Wiener Volkshochschulen hielt sie regelmäßig Vorträge zum Thema Rassenkunde, teilweise zusammen mit Josef Weniger. Außerdem trat sie wiederholt im Rundfunk auf.
Von 1936 bis 1938 hatte sie eine unbesoldete Assistentenstelle am Anthropologischen Institut unter Josef Weninger – ab 1938 Eberhard Geyer – mit der Aufgabe die Morphologie von Händen und Füßen erbbiologisch zu untersuchen. 1937 präsentierte sie ihre Forschungsergebnisse auf einer Tagung der „Deutschen Gesellschaft für Rassenforschung“ in Tübingen.

### Vom „Anschluss“ Österreichs bis 1945
Mit dem „Anschluss“ Österreichs galten die Nürnberger Gesetze von 1935 auch für Österreich. Der zuvor ausschließlich zur Klärung strittiger Vaterschaften eingesetzte „Ähnlichkeitsvergleich“ körperlicher morphologischer Merkmale erlangte nun in Verbindung mit dem „Ariernachweis“ einen besonderen Stellenwert und in Folge nahmen die erbbiologisch-rassenanthropologischen Gutachtertätigkeiten zu. Vaterschaftsuntersuchungen wurden nun bei unklarer „deutschblütiger Abstammung“ durchgeführt, um einen jüdischen Vater nachzuweisen oder auszuschließen.
Zu den Verfahren mussten sich die Probanden mit ihren Eltern und Geschwistern einfinden. Waren die Eltern verstorben, wurden Fotos zur „Ähnlichkeitsanalyse“ herangezogen. Gab es keine Fotografien, wurde das „rassische Erscheinungsbild“ der Person untersucht. Ab 1938 gehörten „Rassegutachten“ zu den wichtigsten Aufgaben der Anthropologie, auf die das Anthropologische Institut der Universität Wien aufgrund seiner erbbiologischen und rassekundlichen Sammlungen gut vorbereitet war.
Mit Hinweis auf ihre Verdienste für die NSDAP wurde Dora Könner 1938 als besoldete „dritte Assistentin“ bestellt. Für „Rassegutachten“, mit denen das Anthropologische Institut von der NS-Reichsstelle für Sippenforschung beauftragt war, führte sie Befundaufnahmen an Juden durch. Vereinzelt war sie auch als selbstständige Gutachterin in Abstammungsfragen und Vaterschaftsfeststellungen tätig.
Dora Könner entwickelte ein besonderes Interesse an der anthropologischen Erforschung der „jüdischen Rasse“. Im Herbst 1938 nahm sie gemeinsam mit dem Anthropologie-Studenten Herbert Kahlich, ihrem späteren Ehemann, rassenkundliche Untersuchungen an den jüdischen Insassen des Lainzer Versorgungshauses in Wien vor. Sie vermaß 58 Männer und 41 Frauen, um dieses „Material [...] in Verbindung mit dem bereits am Institut vorhanden Judenmaterial“ (Könner) zu publizieren. Die Publikation blieb allerdings aus. 1941/42 bearbeitete sie zusammen mit Elfriede Fliethmann die im damaligen Generalgouvernement erhobenen Daten zur jüdischen und polnischen Bevölkerung und hielt sich mehrfach dort für Erhebungen und Vermessungen auf. Gemeinsam mit Fliethmann und dem Fotografen Rudolf Dodenhoff führte sie 1942 an ca. 500 Personen von 106 jüdischen Familien im Ghetto Tarnów Befundaufnahmen durch, von denen heute Fingerabdrücke, Fotografien, Befundbögen sowie statistische Auswertungen in der Abteilung für Archäologische Biologie und Anthropologie des Naturhistorischen Museums Wiens vorliegen.

### Nach Kriegsende
Wie andere Anthropologen, die nach Kriegsende aufgrund ihrer Tätigkeit für das NS-Regime ihre Stellen im öffentlichen Dienst aufgeben mussten, arbeitete Dora Kahlich-Könner nach 1945 als Gutachterin in Vaterschaftsprozessen. 1959 wurde sie Privatassistentin beim Gerichtsmediziner Leopold Breitenecker. Sie war außerdem am Institut für Blutgruppenforschung an der Universität Wien tätig und spezialisierte sich in den 1960er Jahren in Serologie.
Sie starb 1970 im Allgemeinen Krankenhaus in Wien. Sie wurde am Wiener Zentralfriedhof bestattet.

## Schriften
- Der rassendiagnostische Wert des Humerus: Untersuchungen an Hominiden und Anthropoiden. Dissertation. Universität Wien, 1934.
- Anthropologische und morphologische Beobachtungen an der menschlichen Hand. 1938.
- Vorläufiger Bericht über rassenkundliche Aufnahmen an Juden. In: Verhandlungen der Deutschen Gesellschaft für Rassenforschung. 10 (1940).